# 2008년 하계 올림픽 유도
2008년 하계 올림픽 유도(중국어: 2008年夏季奥林匹克运动会柔道比赛)는 2008년 하계 올림픽의 정식 종목으로 진행된 유도 경기로 2008년 8월 9일부터 8월 15일까지 중화인민공화국 베이징에서 열렸다. 

## 경기장
2008년 올림픽 유도 경기는 베이징에 있는 과학기술체육관에서 열렸다.
| 도시             | 경기장                                                           | 비고    |
| ---------------- | ---------------------------------------------------------------- | ------- |
| 베이징 (Beijing) | 과학기술대학체육관 (Science and Technology University Gymnasium) | 전 경기 |

## 세부 종목
남녀 각 7종목씩 총 14종목이 진행되었으며, 세부 종목은 아래와 같다.
| - 남자 종목 - 60kg급 - 66kg급 - 73kg급 - 81kg급 - 90kg급 - 100kg급 - 100kg 이상급 | - 여자 종목 - 48kg급 - 52kg급 - 57kg급 - 63kg급 - 70kg급 - 78kg급 - 78kg 이상급 |

## 메달리스트

### 남자
| 종목                    | 금                             | 은                                 | 동                                 |
| ----------------------- | ------------------------------ | ---------------------------------- | ---------------------------------- |
| 남자 60kg급 자세히      | 최민호 · 대한민국              | 루트비히 파이셔 · 오스트리아       | 리쇼트 소비로프 · 우즈베키스탄     |
| 남자 60kg급 자세히      | 최민호 · 대한민국              | 루트비히 파이셔 · 오스트리아       | 뤼번 하우커스 · 네덜란드           |
| 남자 66kg급 자세히      | 우치시바 마사토 · 일본         | 뱅자맹 다르블레 · 프랑스           | 박철민 · 조선민주주의인민공화국    |
| 남자 66kg급 자세히      | 우치시바 마사토 · 일본         | 뱅자맹 다르블레 · 프랑스           | 요르다니스 아렌시비아 · 쿠바       |
| 남자 73kg급 자세히      | 엘누르 맘마들리 · 아제르바이잔 | 왕기춘 · 대한민국                  | 라술 보키예프 · 타지키스탄         |
| 남자 73kg급 자세히      | 엘누르 맘마들리 · 아제르바이잔 | 왕기춘 · 대한민국                  | 레안드루 길례이루 · 브라질         |
| 남자 81kg급 자세히      | 올레 비쇼프 · 독일             | 김재범 · 대한민국                  | 치아구 카밀루 · 브라질             |
| 남자 81kg급 자세히      | 올레 비쇼프 · 독일             | 김재범 · 대한민국                  | 로만 혼튜크 · 우크라이나           |
| 남자 90kg급 자세히      | 이라클리 치레키제 · 조지아     | 아마르 베니클레프 · 알제리         | 히샴 미스바 · 이집트               |
| 남자 90kg급 자세히      | 이라클리 치레키제 · 조지아     | 아마르 베니클레프 · 알제리         | 세르게이 아슈반덴 · 스위스         |
| 남자 100kg급 자세히     | 나이당깅 투브신바야르 · 몽골   | 아스하트 짓케예프 · 카자흐스탄     | 뫼블루트 미랠리예프 · 아제르바이잔 |
| 남자 100kg급 자세히     | 나이당깅 투브신바야르 · 몽골   | 아스하트 짓케예프 · 카자흐스탄     | 헹크 흐롤 · 네덜란드               |
| 남자 100kg이상급 자세히 | 이시이 사토시 · 일본           | 아브둘로 탄그리예프 · 우즈베키스탄 | 테디 리네르 · 프랑스               |
| 남자 100kg이상급 자세히 | 이시이 사토시 · 일본           | 아브둘로 탄그리예프 · 우즈베키스탄 | 오스카르 브라이손 · 쿠바           |

### 여자
| 종목                   | 금                         | 은                              | 동                              |
| ---------------------- | -------------------------- | ------------------------------- | ------------------------------- |
| 여자 48kg급 자세히     | 알리나 두미트루 · 루마니아 | 야네트 베르모이 · 쿠바          | 다니 료코 · 일본                |
| 여자 48kg급 자세히     | 알리나 두미트루 · 루마니아 | 야네트 베르모이 · 쿠바          | 파울라 파레토 · 아르헨티나      |
| 여자 52kg급 자세히     | 셴둥메이 · 중화인민공화국  | 안금애 · 조선민주주의인민공화국 | 소라야 하다드 · 알제리          |
| 여자 52kg급 자세히     | 셴둥메이 · 중화인민공화국  | 안금애 · 조선민주주의인민공화국 | 나카무라 미사토 · 일본          |
| 여자 57kg급 자세히     | 줄리아 퀸타발레 · 이탈리아 | 데보라 흐라벤스테인 · 네덜란드  | 쉬옌 · 중화인민공화국           |
| 여자 57kg급 자세히     | 줄리아 퀸타발레 · 이탈리아 | 데보라 흐라벤스테인 · 네덜란드  | 케틀레잉 쿠아드루스 · 브라질    |
| 여자 63kg급 자세히     | 다니모토 아유미 · 일본     | 뤼시 데코스 · 프랑스            | 엘리사벗 빌레보르처 · 네덜란드  |
| 여자 63kg급 자세히     | 다니모토 아유미 · 일본     | 뤼시 데코스 · 프랑스            | 원옥임 · 조선민주주의인민공화국 |
| 여자 70kg급 자세히     | 우에노 마사에 · 일본       | 아나이시 에르난데스 · 쿠바      | 론다 라우시 · 미국              |
| 여자 70kg급 자세히     | 우에노 마사에 · 일본       | 아나이시 에르난데스 · 쿠바      | 에딧 보스 · 네덜란드            |
| 여자 78kg급 자세히     | 양슈리 · 중화인민공화국    | 얄레니스 카스티요 · 쿠바        | 정경미 · 대한민국               |
| 여자 78kg급 자세히     | 양슈리 · 중화인민공화국    | 얄레니스 카스티요 · 쿠바        | 스테파니 포사마이 · 프랑스      |
| 여자 78kg이상급 자세히 | 퉁원 · 중화인민공화국      | 쓰카다 마키 · 일본              | 이달리스 오르티스 · 쿠바        |
| 여자 78kg이상급 자세히 | 퉁원 · 중화인민공화국      | 쓰카다 마키 · 일본              | 루치야 폴라우데르 · 슬로베니아  |

## 메달 집계

### 최종 순위
| 순위 | 국가                         | 금메달 | 은메달 | 동메달 | 합계 |
| ---- | ---------------------------- | ------ | ------ | ------ | ---- |
| 1    | 일본 (JPN)                   | 4      | 1      | 2      | 5    |
| 2    | 중화인민공화국 (CHN)         | 3      | 0      | 1      | 6    |
| 3    | 대한민국 (KOR)               | 1      | 2      | 1      | 4    |
| 4    | 아제르바이잔 (AZE)           | 1      | 0      | 1      | 2    |
| 5    | 조지아 (GEO)                 | 1      | 0      | 0      | 1    |
| 5    | 독일 (GER)                   | 1      | 0      | 0      | 1    |
| 5    | 이탈리아 (ITA)               | 1      | 0      | 0      | 1    |
| 5    | 몽골 (MGL)                   | 1      | 0      | 0      | 1    |
| 5    | 루마니아 (ROU)               | 1      | 0      | 0      | 1    |
| 6    | 쿠바 (CUB)                   | 0      | 3      | 3      | 6    |
| 7    | 프랑스 (FRA)                 | 0      | 2      | 2      | 5    |
| 8    | 네덜란드 (NED)               | 0      | 1      | 4      | 5    |
| 9    | 조선민주주의인민공화국 (PRK) | 0      | 1      | 2      | 3    |
| 10   | 알제리 (ALG)                 | 0      | 1      | 1      | 2    |
| 10   | 우즈베키스탄 (UZB)           | 0      | 1      | 1      | 2    |
| 11   | 오스트리아 (AUT)             | 0      | 1      | 0      | 1    |
| 11   | 카자흐스탄 (KAZ)             | 0      | 1      | 0      | 1    |
| 12   | 브라질 (BRA)                 | 0      | 0      | 3      | 3    |
| 13   | 아르헨티나 (ARG)             | 0      | 0      | 1      | 1    |
| 13   | 이집트 (EGY)                 | 0      | 0      | 1      | 1    |
| 13   | 슬로베니아 (SLO)             | 0      | 0      | 1      | 1    |
| 13   | 스위스 (SUI)                 | 0      | 0      | 1      | 1    |
| 13   | 타지키스탄 (TJK)             | 0      | 0      | 1      | 1    |
| 13   | 우크라이나 (UKR)             | 0      | 0      | 1      | 1    |
| 13   | 미국 (USA)                   | 0      | 0      | 1      | 1    |
| 합계 | 합계                         | 14     | 14     | 14     | 42   |